# Drepanocheilus
Drepanocheilus is een geslacht van uitgestorven weekdieren uit de klasse van de Gastropoda (slakken). Exemplaren van dit geslacht zijn slechts als fossiel bekend.

## Soort
- Drepanocheilus bensoni Finlay & Marwick, 1937 †